# Clotton Hoofield
Clotton Hoofield är en civil parish i Storbritannien.   Den ligger i kommunen Cheshire West and Chester i riksdelen England, i den södra delen av landet, 250 km nordväst om huvudstaden London. Antalet invånare är 308.